# أحمادو كوروما
كاتب أفريقي من ساحل العاج ولد في 24 نوفمبر 1927 وتوفي في 11 ديسمبر 2003 في ليون الفرنسية حاصل على جائزة رينودو الأدبية الفرنسية المرموقة عن روايتة الله لايجبر أحدا يعتبر من رواد الرواية والمسرح الأفريقي لديه أيضا كتب للاطفال.

## أعماله بالفرنسية
- Les Soleils des indépendances (1968, Presses de l'Université de Montréal
- Monnè, outrages et défis (1990, Seuil)
- En attendant le vote des bêtes sauvages (1994, Seuil 1999)
- Allah n’est pas obligé (2000, Seuil) (جائزة أمريكو فسبوتشي  [لغات أخرى]‏)
- Quand on refuse on dit non (2004, Seuil)
- Le griot, homme de parole (2000، Édition Grandir)
- Le chasseur, héros africain (2000, Édition Grandir)
- Le forgeron, homme de savoir (2000, Édition Grandir)
- Prince, suzerain actif (2000, Édition Grandir)

## روابط خارجية
- أحمادو كوروما على موقع الموسوعة البريطانية (الإنجليزية)
- أحمادو كوروما على موقع مونزينجر (الألمانية)
- أحمادو كوروما على موقع ديسكوغز (الإنجليزية)